# Kingsbridge
Kingsbridge (6116 Einwohner) ist eine Stadt im South-Hams-Distrikt in Devon (England) und liegt am nördlichen Ende der Kingsbridge Estuary.
Die Ursprünge von Kingsbridge gehen auf das 13. Jahrhundert zurück. Die Stadt war über Jahrhunderte ein bedeutender Marktort. Heute liegt sie abseits der großen Verkehrsrouten; so ist sie beispielsweise nicht an das Eisenbahnnetz angeschlossen.
In der historischen Altstadt sind insbesondere die Pfarrkirche St. Edmunds sowie das örtliche Museum sehenswert.
Das in den historischen Romanen Die Säulen der Erde, Die Tore der Welt, Das Fundament der Ewigkeit, Der Morgen einer neuen Zeit, und Die Waffen des Lichts von Ken Follett erwähnte Kingsbridge beschreibt eine andere, fiktive Stadt gleichen Namens.
Die deutsche Partnerstadt von Kingsbridge ist die Gemeinde Weilerbach bei Kaiserslautern.

## Persönlichkeiten
- William Cookworthy (1705–1780), Apotheker, Chemiker und Erfinder
- Robert Borlase Smart (1881–1947), Maler und Zeichner
- Jack Donaldson, Baron Donaldson of Kingsbridge (1907–1998), Offizier, Wirtschafts- und Theatermanager, Politiker
- Giselle Ansley (* 1992), Hockeyspielerin